# Prix Auguste-Furtado
Le prix Auguste-Furtado, de la fondation du même nom, est un ancien prix annuel de philosophie, créé en 1895 par l'Académie française et « décerné à l’auteur d'un livre de littérature utile ».
Ce prix disparaît en 1976 au profit du nouveau prix Montyon de littérature et de philosophie, constitué par regroupement de plusieurs prix et fondations décernés par l'Académie.

## Liste des lauréats
- 1897 : Louis Dartige du Fournet pour Journal d’un commandant de la Comète : Chine, Siam, Japon (1892-1893)
- 1898 : Charles de Spoelberch de Lovenjoul pour Autour d’Honoré de Balzac. Un roman d’amour
- 1899 : 
  - Louis de Grandmaison pour En territoire militaire
  - Jules Leclerq (1848-1928) pour Au pays de Paul et Virginie, Voyage aux îles Fortunées et Un séjour dans l’île de Java
- 1900 : Eugène Aubin pour Les Anglais aux Indes et en Égypte
- 1901 : 
  - Jacques de La Faye (1855?-1940?) pour Le général de Ladmirault (1808-1898)
  - Ernest Lebon (1846-1922) pour Histoire abrégée de l’astronomie
- 1902 : Maurice Maeterlinck pour La vie des abeilles
- 1903 : Berthe de Clinchamp (1833-1911) pour Chantilly (1485-1897)
- 1904 : René de Ségonzac pour Voyages au Maroc (1899-1901)
- 1905 : Henri Frey (1847-1932) pour L’armée chinoise et Français et alliés au Pé-Tchi-li (campagne de Chine 1900)
- 1906 : 
  - Dantes Bellegarde, Amilcar Duval, Solon Menos et Georges Sylvain pour Auteurs haïtiens
  - Ernest Picard (1863-1913) pour Bonaparte et Moreau
- 1907 : Henri Mazel pour Ce qu’il faut lire dans sa vie
- 1908 : 
  - André de Maricourt pour Madame de Souza et sa famille
  - Aloys de Molin pour Les procès de M. de Montyon dans le canton de Vaud
- 1909 : Georges Rivollet pour La dentelle de Thermidor
- 1910 : 
  - Léonie Bernardini-Sjöstedt (1861-19..) pour Pages suédoises
  - Revue de Hongrie[2]
- 1911 : 
  - Dora Melegari (1849-1924) pour Mes filles
  - Constantin Photiadès (1883-1949) pour George Meredith
- 1912 : 
  - Marcel Dubois pour La crise maritime
  - Henri Longnon (1882-1964) pour Pierre de Ronsard
- 1913 : 
  - Henriette de Vismes (1884-1958) pour Les petites âmes
  - David Goldschmidt (1832-1926) pour Autour de Strasbourg assiégée
- 1914 : 
  - Gérard Harry pour Le miracle des hommes : Helen Keller
  - Henry Lee (1858-1936) pour Historique des courses de chevaux de l’antiquité à ce jour
- 1915 : Léonide Sazerac de Forge (1868-1914) pour l'ensemble de son œuvre
- 1916 : Jean Variot (1881-1962)
- 1917 : 
  - Paul Delannoy pour L’Université de Louvain
  - Maurice Muret pour L’orgueil allemand
- 1918 : 
  - Ernest Hosten et Léon Bocquet pour L’agonie de Dixmude
  - André Pavie (1873-1940) pour Mes troupiers
- 1919 : Jean Langenhagen pour Un soldat de France. Lettres d’un médecin auxiliaire 1914-1917
- 1920 : Juliette Adam pour La vie des âmes
- 1921 : 
  - Charles Blandin pour Cuisine et chasse de Bourgogne et d’ailleurs
  - Henriette Régnier et  Maurice Bouchor pour Chansons animées
- 1922 : 
  - François Duhourcau pour Un homme à la mer
  - Bertrand Guégan (1892-1943) pour La fleur de la cuisine française
- 1923 : 
  - Édouard de Pomiane pour Bien manger pour bien vivre
  - Michel Lorenzi de Bradi (1869-1945) pour La vraie Colomba
- 1924 : François de Tessan pour Dans l’Asie qui s’éveille
- 1925 : 
  - Abbé Louis Lallement (1871-1927) pour Folk-Lore et vieux souvenirs d’Argonne et Jean-Baptiste Champion
  - René Simonin pour La souffrance sans auréole. La cité sans clocher
- 1926 : François de Vaux de Foletier pour Galiot de Genouillac (1465-1546)
- 1927 : Lieutenant-colonel D. P. Bloch pour La guerre chimique
- 1928 : 
  - Charles Baussan (1860-1955) pour La Charrue
  - Émile-Félix Gautier pour L'Islamisation de l'Afrique du Nord. Les siècles obscurs du Maghreb
  - Joseph Voisin (1882-1969) pour Mathurin Barot
- 1929 : Jacques Amblard (1884-1954) pour Le code de la route
- 1930 : Jean Plattard pour La vie de François Rabelais
- 1931 : Alex Féron pour La vie et les œuvres de Ch. Maignart de Bernières
- 1932 : Eugène Fleury (1882-1954) pour Saint Grégoire de Nazianze et son temps
- 1933 : Marguerite Duportal (1869-1946) pour De la raison. Pour sauver en nous l'humain dans l'animal et le divin dans l'humain
- 1934 : 
  - Léon Douarche (1883-1966) pour Le Vin. Publications sur le vin
  - Eugène Galopin (1874-1965) pour Essai de bibliographie chronologique sur Antoine-Frédéric Ozanam
- 1935 : 
  - Abbé L.-Émile Lemire pour Le procès de Jeanne d'Arc au jour le jour
  - Blanche Tarride pour Comme ils étaient
- 1936 : Władysław Sikorski pour La guerre moderne , son caractère, ses problèmes
- 1937 : 
  - Germaine Mornand  et Pierre Mornand pour Désertion
  - Philippe Ponsard (1876-1958) pour L'Enfant d'aujourd'hui
- 1938 : 
  - Claude Lenoir pour Le scoutisme français
  - André Missenard (1901-1989) pour L'Homme et le Climat
- 1939 : Félix Sartiaux (1876-1944) pour La civilisation
- 1940 : Albert Perbal pour Les Missionnaires français et le Nationalisme
- 1942 : Alfred Colling pour Musique et spiritualité
- 1943 : Alexis Décout (1875-1965) pour Persuader par la parole
- 1944 : 
  - Bertrand de Gorsse et Pierre de Gorsse pour Bagnères de Luchon
  - Docteur Raymond Molinéry pour Sur les vieux chemins des fontaines de jouvence
- 1945 : René Bernard (1907-19..) pour Surdité, surdi-mutité et mutisme dans le théâtre français
- 1947 : Jacques Bourgeois pour Tour d'ivoire
- 1948 : Auguste Coynault pour Oscar Pifteau facteur rural
- 1949 : Alice Wanda Landowski pour Ouvrages sur la musique
- 1950 : René Duchet pour Le Tourisme : à travers les âges, sa place dans la vie moderne
- 1951 : Victor Serge Petitlaurent (1913-1994) pour Jeunes paysans face à l’avenir
- 1952 : 
  - Louis-Philippe Audet pour Le chant de la forêt
  - Mary Cressac pour Le docteur Roux, mon oncle
- 1953 : Olivier Maisani (1914?-1989), Georges Hacquard et Jean Dautry pour Guide romain antique
- 1956 : Philippe Varaigne (1915-1992) pour Wissous et son église
- 1957 : Mag-Vincelot (1905-....) pour Quand tombe le fruit
- 1960 : Charles-Noël Martin pour La recherche scientifique
- 1961 : Roger Denux pour Il pleut sur mon jardin
- 1962 : Marcel Pollitzer pour Au chevet des aveugles
- 1963 :  Charles Dollfus pour En ballon
- 1964 : Pierre Rousseau pour Voyage au bout de la Science
- 1968 : Georges Mauco pour Psychanalyse et Éducation
- 1969 : 
  - Jacques Bessuges (1922-1998) pour Lambaréné à l'ombre de Schweitzer
  - Albert Carnois pour Le drame de l’infériorité chez l’enfant
- 1970 : Otto de Habsbourg pour Bientôt l’an 2 000
- 1971 : Jeanne Favarel pour L’enfant de la nuit
- 1974 : Georges Cerbelaud-Salagnac pour La Révolte des métis, Louis Riel, héros ou rebelle ?
- 1975 : 
  - Jacques Cartier (1927-1987) pour L’Aventure des hommes
  - Robert-Raymond Tronchot (1908-2006) pour L’Enseignement mutuel en France de 1815 à 1833
- 1976 : 
  - Pierre Camus (1914-20..) pour Le pas des légions
  - Hubert Guilpin pour Du nouveau pour toi : pensées pour devenir meilleur et plus compétent
- 1978 : Rose Vincent pour Mohini, ou l’Inde des femmes
- 1979 : 
  - Mme Claude Landon pour Sentiers et randonnées d’Île-de-France (Gâtinais-Rambouillet-Normandie)
  - Claude Petit pour Guide complet du troisième âge
- 1980 : 
  - Édith Drahonnet pour Le Pré derrière la maison
  - François Lagandré (1921-2009) pour Quels cadres pour demain ?
- 1984 : Jean Baumier pour Ces banquiers qui nous gouvernent
- 1985 : Jean Richer (1915-1992) pour Iconologie et tradition, symboles cosmiques dans l'art chrétien
- 1987 : Julien Ries pour L’Expression du sacré dans les grandes religions
- 1988 : Raymond Vilain (1921-1989) pour Jeux de mains